# Pesti Hírlap
Pesti Hírlap est le nom de plusieurs journaux politiques hongrois parus entre 1841 et 1994.

## Histoire

### 1841-1849
Le premier Pesti Hírlap a été publié à partir de 1841 jusqu'à la défaite de la guerre d'indépendance en 1849. Il est le périodique le plus important de l'opposition et est édité par Lajos Kossuth jusqu'en 1844, année où le régime impérial le démet de ses fonctions. Y participèrent également Ferenc Deák, István Széchenyi et József Eötvös.
Les éditeurs ont ensuite été Antal Csengery (en) et László Szalay.

### 1878-1944

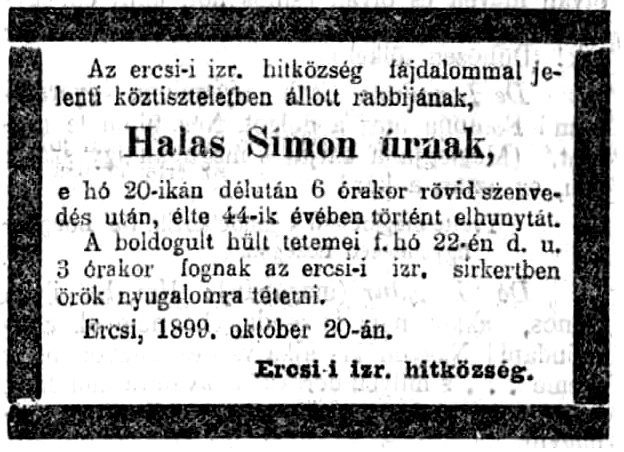
Nécrologie du rabbin hongrois Simon Halas (1856-1899) dans le Pesti Hírlap (1899)

Le deuxième Pesti Hírlap a été publié entre 1878 et 1944. Le propriétaire et rédacteur en chef était Károly Legrady. Il atteint dans les années de la Première Guerre mondiale un tirage de 500 000 exemplaires. Il était alors un journal conservateur modéré. Ses rédacteurs furent : Jenő Benda, Lajos Berecz, Nándor Borostyáni, József Csukássy, Géza Kenedy, Imre Légrády, Ottó Légrády, Gusztáv Lenkey, József Schmittely. L'éditeur principal était Emil Nagy.
À noter qu'il innova un format quelque peu réduit et un système de colonnes.

### 1992-1994
Le troisième Pesti Hírlap a été publié de 1992 à 1994. Le propriétaire et rédacteur en chef était András Bencsik, ancien collaborateur au Népszabadság. Journal conservateur, il était alors le seul journal indépendant n'appartenant à aucun groupe ou parti politique. 
Après la victoire électorale des post-communistes en 1994, il est interdit par des moyens informels. Certains employés cofondent par la suite avec András Bencsik un journal hebdomadaire de droite, le Magyar Demokrata (de) (Le Démocrate). Ce dernier est l'objet de critiques fréquentes en raison de certains articles d'extrême-droite.